# Takatsukasa Fuyunori
Takatsukasa Fuyunori (鷹司冬教, [[[1295]]-1337] Erro: {{japonês}}: texto da transliteração contém caractere não latino (pos 17) (ajuda)) foi um nobre do final do período Kamakura e início do período Nanboku-chō da história do Japão.

## Vida
Fuyunori foi o filho de Takatsukasa Mototada e após a morte de seu pai foi adotado por seu irmão Takatsukasa Fuyuhira. Foi líder do ramo Takatsukasa do clã Fujiwara.
Em 1310 ele foi nomeado Chūnagon. Em 1311 ele foi promovido a Dainagon.
Entre 1322 e 1325 atuou como Naidaijin. Em 1325 ele foi nomeado Sadaijin até 1330, durante este período foi tutor do príncipe Kazuhito (futuro imperador Kōgon).
Entre 1330 e 1331 atuou como Kanpaku do Imperador Go-Daigo e após o exílio deste, do Imperador Kōgon, o primeiro imperador da Corte do Norte até 1333.
Os planos políticos de Go-Daigo eram orientados para abolir as instituições que cerceavam sua autoridade imperial tais como: o Bakufu, o Insei, e a Regência. Assim, em 1321 Go-Daigo expulsou o ex-imperador Go-Uda e aboliu o sistema insei. Em 1333, procurando corrigir as falhas anteriores de 1324 (Incidente Shōchū) e 1331 (Incidente Genkō), derrubou, pela força, o Shogunato Kamakura. Após isso demitiu Fuyunori do cargo de Kampaku, tentando abolir os quase 500 anos de Regência dos Fujiwara.
Em 1334, como compensação da perda do cargo de Kampaku Fuyunori foi nomeado Udaijin, líder do clã Fujiwara e Chefe do Cerimonial (治部, Jibu-kyo). Depois, entre 1335 - 1336 foi nomeado Sadaijin.
Fuyunori escreveu o Kōgon-in go sokui-ki (Jornal da ascensão ao trono do imperador Kōgon). Adotou Takatsukasa Morohira como seu filho.
| Precedido por Takatsukasa Fuyuhira | -- 5º Líder dos Takatsukasa Fujiwara (1327 - 1337) | Sucedido por Takatsukasa Morohira |
| Precedido por Konoe Tsunetada      | Kanpaku (1330 - 1333)                              | Sucedido por Konoe Tsunetada      |
| Precedido por Konoe Tsunehira      | 85º Sadaijin (1335 - 1336)                         | Sucedido por Konoe Tsunetada      |
| Precedido por Konoe Tsunetada      | 127º Udaijin (1334 - 1335)                         | Sucedido por Tōin Kinkata         |
| Precedido por Tōin Saneyasu        | 82º Sadaijin (1324 - 1331)                         | Sucedido por Konoe Mototsugu      |
| Precedido por Ōinomikado Fuyuji    | 104º Naidaijin (1322 - 1324)                       | Sucedido por Saionji Sanehira     |